# 大島遥
大島 遥（おおしま はるか、1991年2月4日 - ）は、日本のアクション女優、スタントウーマン。東京都出身。血液型はA型。

## 人物
ショー・コスギ塾で殺陣や中国武術を7年間学ぶ。
キャラクターショーなどを経て、2012年に『非公認戦隊アキバレンジャー』のアキバブルー役で本格デビュー。大島はAAC STUNTSの稽古に行った際にプロフィールを持ってくるように言われたといい、アクション監督の大橋明によればAACのメンバーが出払っていたため練習生にチャレンジさせることとなったと述べている。
女優としてのデビューは『忍たま乱太郎 夏休み宿題大作戦!の段』北石照代役。その後、フリーランスで活動した後、海外のテレビドラマNetflixや、ハリウッド映画で活躍中。

## 出演作品

### 映画
- 忍たま乱太郎 夏休み宿題大作戦!の段（2013年） - 北石照代 役
- 牙狼外伝 桃幻の笛（2013年）[6]
- 赤×ピンク（2014年） - キラー・プッシー 役[7]
- アンフェア the end（2015年）[8]
- 劇場版 媚空 -ビクウ-（2015年、東北新社）
- 劇場霊（2015年）
- 脳漿炸裂ガール（2015年）[9]
- 無限の住人（2017年）[10] - スタント
- スカイスクレイパー（2018年）[11] - スタント
- ばるぼら（2018年）
- オールド・ガード（2020年）- スタント
- ワイルド・スピード/ジェットブレイク（2021年）- スタント
- 007/ノー・タイム・トゥ・ダイ（2021年）- スタント
- マトリックス レザレクションズ（2021年）- スタント
- 355（2022年）- スタント
- ドクター・ストレンジ/マルチバース・オブ・マッドネス（2022年）- スタント
- アクアマン・アンド・ザ・ロスト・キングダム（原題）（2022年）- スタント
- ミッション:インポッシブル/デッドレコニング PART ONE（2023年）- スタント
- ARGYLLE/アーガイル（2024年）- スタント
- ミッション:インポッシブル/ファイナル・レコニング（2025年）

### テレビドラマ
- バトルキャッツ（NHK）
- 牙狼-GARO- 〜闇を照らす者〜（テレビ東京）
- 牙狼-GARO- -魔戒ノ花-（テレビ東京）
- 絶狼-ZERO- -DRAGON BLOOD-（テレビ東京）[12]
- 牙狼-GARO- -魔戒烈伝-（テレビ東京）
- 白魔女学園（テレビ朝日・東映）
- 白魔女学園 オワリトハジマリ（テレビ朝日・東映）
- ある日、アヒルバス（NHK BSプレミアム）
- 東京ヴァンパイアホテル（Amazonプライムビデオ）
- 初森ベマーズ（テレビ東京）[13]
- 精霊の守り人（NHK）[14]
- 精霊の守り人II～悲しき破壊神～（NHK）[15]
- 精霊の守り人～最終章～（NHK）
- Marco Polo（Netflix）[16]
- 捜査会議はリビングで!（NHK プレミアム）
- 警視庁岡部班2（TBS）[17]
- 世にも奇妙な物語 春の特別編（フジテレビ）[18]

### スーツアクター
テレビドラマ
- 非公認戦隊アキバレンジャー（2012年）[19] - アキバブルー
  - 非公認戦隊アキバレンジャー シーズン痛（2013年）[20] - アキバブルー

映画
- 仮面ライダー×スーパー戦隊 スーパーヒーロー大戦（2012年）

### CM
- 夢銃士ヴァリアード
- USJ 進撃の巨人
- ポカリスエット（大塚製薬）[21][22]

### モーションキャプチャー
- 鉄拳7（バンダイナムコエンターテインメント）[23][24]
- ロマンシング サ・ガ（SQUARE ENIX）[25]
- ベルセルク無双（コーエー）[26]

## 受賞
- ジャパンアクションアワード
  - 2017年 ベストスタントマン賞 優秀賞：大島遥『精霊の守り人』[1][27][28]
  - 2018年 ベストスタントマン賞 優秀賞：大島遥『精霊の守り人』[1][29][30]
  - 2019年 ベストスタントマン賞 優秀賞：大島遥『精霊の守り人』[31][32]